# Saint-Martin-de-Valgalgues
Saint-Martin-de-Valgalgues là một xã ở tỉnh Gard. Xã này có diện tích 13,11 km², dân số năm 1999 là 4283 người. Khu vực này có độ cao trung bình 149 mét trên mực nước biển.